# Hans Bühlmann

Hans Bühlmann, ca. 1987

Hans Bühlmann (* 30. Januar 1930 in Chur) ist ein Schweizer Versicherungsmathematiker.
Bühlmann studierte Mathematik an der ETH Zürich mit dem Diplom 1955 und der Promotion bei Walter Saxer 1959 (Dissertation: Austauschbare stochastische Variabeln und ihre Grenzwertsätze). Von 1958 bis 1961 war er Versicherungsmathematiker bei der Swiss Re und 1961 bis 1963 Visiting Assistant Professor an der University of California, Berkeley. Anschließend war er wieder bei der Swiss Re, bevor er 1966 Professor an der ETH Zürich wurde. 1986/87 war er Dekan seiner Fakultät, von 1987 bis 1990 Präsident der ETH Zürich und 1997 wurde er emeritiert.
Er war Gastprofessor an der University of California, Berkeley (mehrfach, zuletzt 1986), an der University of Michigan, an der University of Manitoba, an der Freien Universität Brüssel, der Universität Tokio, der Georgia State University (Thomas Bowles Chair), der Universität La Sapienza in Rom und der Scuola Normale Superiore in Pisa.
Er ist Ehrendoktor der Universität London, der Universität Amsterdam, der Heriot-Watt University in Edinburgh, der Universität La Sapienza und der University of Waterloo. Bühlmann ist Mitglied der Insurance Hall of Fame der International Insurance Society in New York und erhielt 2002 den Presidential Award der Society of Actuaries. Er ist Ehrenpräsident der Schweizerischen Aktuarvereinigung.

## Schriften (Auswahl)
- Die Geburtsstunde der mathematischen Statistik, Vierteljahresschrift der Naturforschenden Gesellschaft in Zürich, 1964 (Antrittsrede)
- mit Hans Loeffel, Erwin Nievergelt: Einführung in die Theorie und Praxis der Entscheidung bei Unsicherheit – Unterlagen für einen Kurs der Schweizerischen Vereinigung für Operations Research (= Lecture Notes in Operations Research and Mathematical Economics. Band 1). 2. Auflage. Springer, Berlin / Heidelberg / New York 1969, ISBN 978-3-642-80553-0, doi:10.1007/978-3-642-80553-0.
- Mathematical Methods in Risk Theory (= Die Grundlehren der mathematischen Wissenschaften in Einzeldarstellungen mit besonderer Berücksichtigung der Anwendungsgebiete. Band 172). Springer-Verlag, Berlin / Heidelberg / New York 1970, ISBN 3-540-61703-5.
- mit Hans Loeffel, Erwin Nievergelt: Entscheidungs- und Spieltheorie – ein Lehrbuch für Wirtschaftswissenschaftler (= Hochschultext). Springer-Verlag, Berlin / Heidelberg / New York 1975, ISBN 978-3-540-07462-5, doi:10.1007/978-3-642-59402-1.
- Numerische Methoden zur Berechnung der Gesamtschadenverteilung, Mannheimer Vorträge zur Versicherungswissenschaft, Nr. 20, Institut für Versicherungswissenschaft der Universität Mannheim, 1981
- Entwicklungstendenzen in der Risikotheorie, Jahresbericht der Deutschen Mathematiker-Vereinigung, Band 90, 1988, Nr. 3, S. 111–128
- mit A. Gisler: A Course in Credibility Theory and its Applications, Springer 2005
- mit M. V. Wüthrich, H. Furrer: Market-Consistent Actuarial Valuation, EAA Lecture Notes, Springer 2008